# The Final
The Final är en skiva som utkom 1986 i Storbritannien som en sammanfattning av den brittiska popduon Whams karriär. Det säljs fortfarande skivor med Wham! innehållande deras hits med singelblandningar. Utgåvan på dubbel grammofonskiva av albumet "Blue (Armed With Love)" och andra finns som singel på 12-tums-grammofonskiva.
En omgjord utgåva av albumet utgavs i USA under namnet Music from the Edge of Heaven.

## Låtlista
CD-utgåva
1. "Wham Rap! (Enjoy What You Do)" (Michael, Ridgeley)  – 6:43
2. "Young Guns (Go For It!)" (Michael)  – 5:09
3. "Bad Boys" (Michael)  – 3:20
4. "Club Tropicana" (Michael, Ridgeley)  – 4:25
5. "Wake Me Up Before You Go-Go" (Michael)  – 3:51
6. "Careless Whisper" (Michael, Ridgeley)  – 5:02
7. "Freedom" (Michael)  – 5:20
8. "Last Christmas (Pudding Mix)" (Michael)  – 6:47
9. "Everything She Wants (Remix)" (Michael)  – 6:38
10. "I'm Your Man" (Michael)  – 4:04
11. "A Different Corner" (Michael)  – 3:59
12. "Battlestations" (Michael)  – 5:27
13. "Where Did Your Heart Go?" (Was, Was)  – 5:45
14. "The Edge of Heaven" (Michael)  – 4:37

Dubbel LP-utgåva
- Sida 1

1. "Wham Rap! (Enjoy What You Do)" (Michael, Ridgeley)
2. "Young Guns (Go For It!)" (Michael)
3. "Bad Boys (12" Version)" (Michael)
4. "Club Tropicana" (Michael, Ridgeley)

- Sida 2

1. "Wake Me Up Before You Go-Go" (Michael)
2. "Careless Whisper (12" Version)" (Michael, Ridgeley)
3. "Freedom" (Michael)
4. "Last Christmas (Pudding Mix)" (Michael)

- Sida 3

1. "Everything She Wants (Remix)" (Michael)
2. "I'm Your Man (Extended Stimulation)" (Michael)
3. "Blue (Armed With Love)"

- Sida 4

1. "A Different Corner" (Michael)
2. "Battlestations" (Michael)
3. "Where Did Your Heart Go?" (Was, Was)
4. "The Edge of Heaven" (Michael)